# Championnats d'Europe de judo 1980
Navigation
Édition précédente Édition suivante
La 29e édition des championnats d'Europe de judo s'est déroulée pour les hommes les 17 et 18 mai 1980 à Vienne, en Autriche, en ce qui concerne les épreuves individuelles. La compétition par équipes étant disputée séparément, à Voorburg, aux Pays-Bas, le 25 octobre de la même année (voir article connexe).

Les championnats d'Europe féminins, toujours dissociés de l’épreuve masculine, ont eu lieu en Italie, au mois de mars  (voir article connexe). 

## Résultats
| Épreuves             | Or                         | Argent                   | Bronze                                             |
| -------------------- | -------------------------- | ------------------------ | -------------------------------------------------- |
| - 60 kg super-légers | Felice Mariani (ITA)       | Josef Reiter (AUT)       | Reinhard Arndt (GDR) Thierry Rey (FRA)             |
| - 65 kg mi-légers    | Torsten Reißmann (GDR)     | Valentin Tarakanov (URS) | Imre Gelencser (HUN) Constantin Niculae (ROU)      |
| - 71 kg légers       | Nicolae Vlad (ROU)         | Chris Bowles (GBR)       | Karl-Heinz Lehmann (GDR) Evgeny Babanov (URS)      |
| - 78 kg mi-moyens    | Neil Adams (GBR)           | Harald Heinke (GDR)      | Bernard Tchoullouyan (FRA) Mircea Fratica (ROU)    |
| - 86 kg moyens       | Alexander Yatskevich (URS) | Peter Seisenbacher (AUT) | Detlef Ultsch (GDR) Peter Donnelly (GBR)           |
| - 95 kg mi-lourds    | Jean-Luc Rougé (FRA)       | Dietmar Lorenz (GDR)     | Robert Van De Walle (BEL) Ramaz Kharshiladze (URS) |
| + 95 kg lourds       | Alexey Tyurin (URS)        | Imre Varga (HUN)         | Peter Adelaar (NED) Angelo Parisi (FRA)            |
| Toutes catégories    | Robert Van de Walle (BEL)  | Angelo Parisi (FRA)      | Sergey Novikov (URS) Vladimir Kocman (TCH)         |

## Tableau des médailles
| Rang | Nation             | Or | Argent | Bronze | Total |
| ---- | ------------------ | -- | ------ | ------ | ----- |
| 1    | Union soviétique   | 2  | 1      | 3      | 6     |
| 2    | Allemagne de l'Est | 1  | 2      | 3      | 6     |
| 3    | France             | 1  | 1      | 3      | 5     |
| 4    | Royaume-Uni        | 1  | 1      | 1      | 3     |
| 5    | Roumanie           | 1  | 0      | 2      | 3     |
| 6    | Belgique           | 1  | 0      | 1      | 2     |
| 7    | Italie             | 1  | 0      | 0      | 1     |
| 8    | Autriche           | 0  | 2      | 0      | 2     |
| 9    | Hongrie            | 0  | 1      | 1      | 2     |
| 10   | Tchécoslovaquie    | 0  | 0      | 1      | 1     |
| 10   | Pays-Bas           | 0  | 0      | 1      | 1     |
|      |                    | 8  | 8      | 16     | 32    |

## Sources
- Podiums complets sur le site JudoInside.com.

- Podiums complets sur le site alljudo.net.

- Podiums complets sur le site Les-Sports.info.